# 생활관

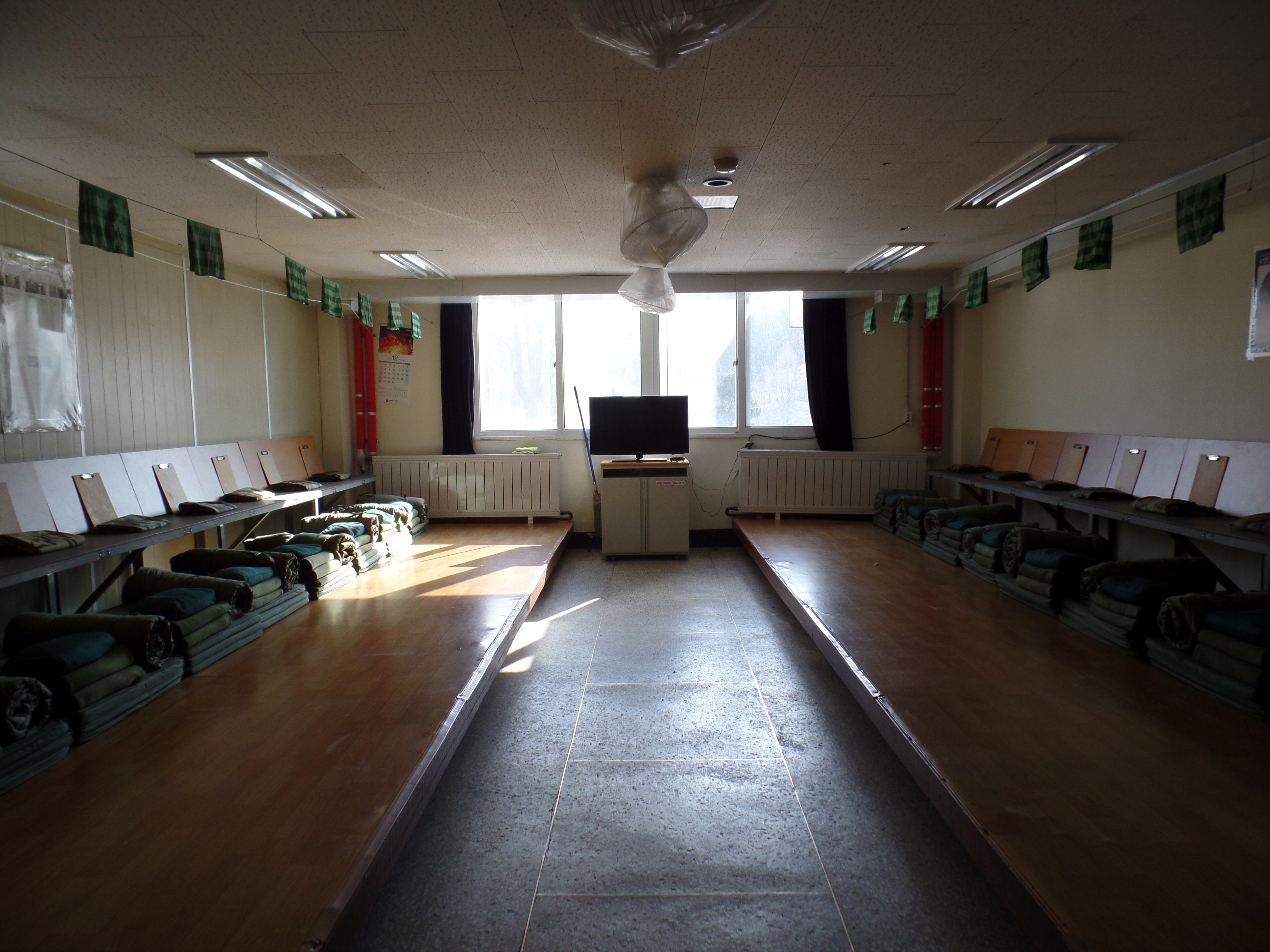
대한민국 육군 보충대의 생활관

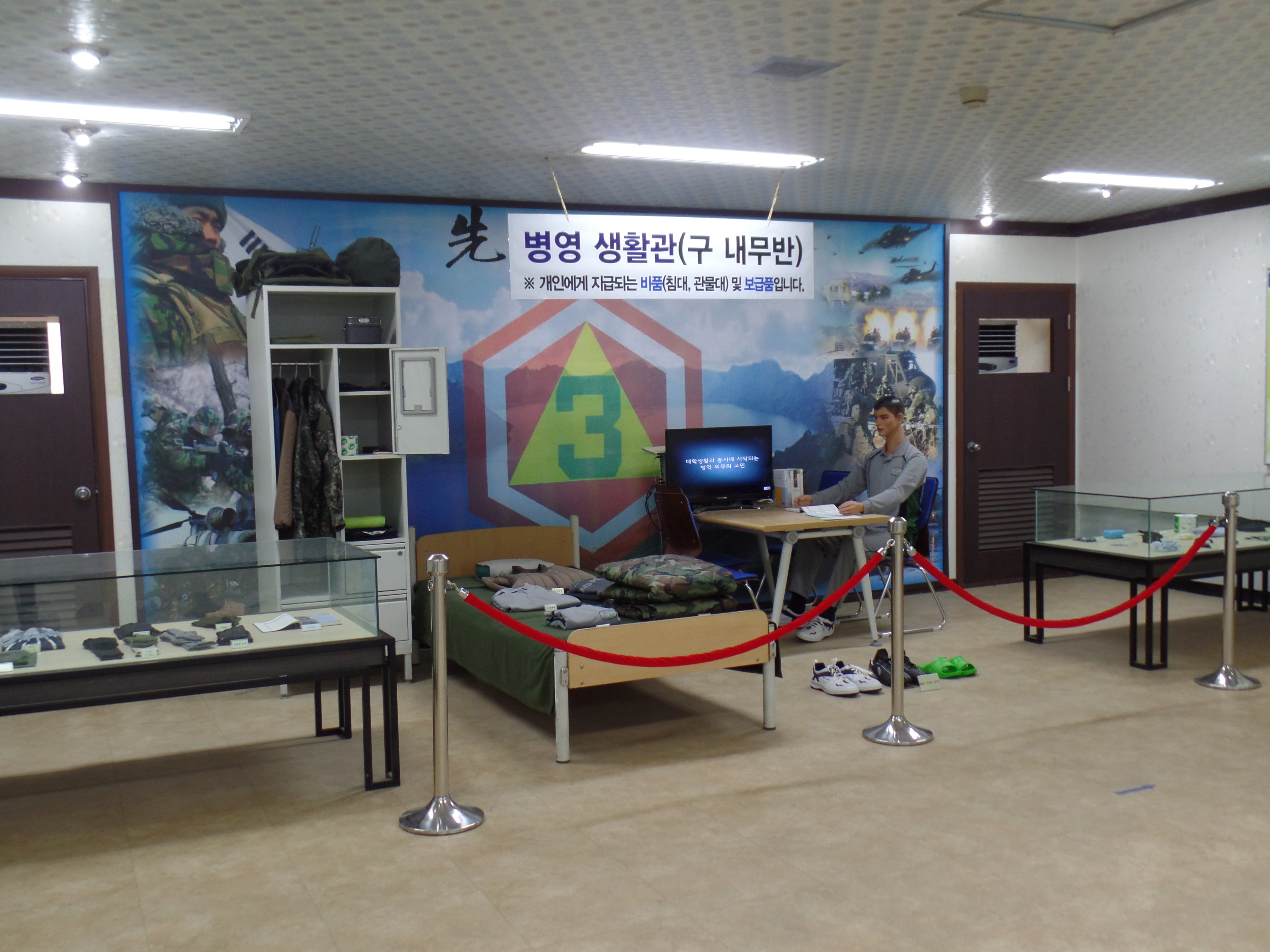
대한민국 제3야전군 소속부대 홍보관의 생활관 물품

생활관(生活館)은 병영에서 병들이 내무 생활을 하는 단위와 생활하는 시설이다. 한때 내무반(內務班), 내무실이라는 용어를 병행하여 쓰기도 했으나, 2005년에 대한민국 정부에서 명칭을 바꾸었다.

## 대한민국 국군
과거에는 30인 1실이었으나, 점차 8인 1실로 바뀌는 추세에 있다.

## 미국군
과거에는 10인 1실이었으나, 2인 1실로 변화되었다. 부엌과 화장실만 공유할 뿐 사실상 독방이다. 방에는 드레스룸과 침대와 텔레비전 및 컴퓨터까지 구비되어 있다.